# The Impressions
The Impressions est un groupe américain originaire de Chicago formé en 1958. Leur répertoire inclut le doo-wop, le gospel, la soul et le R&B.

## Histoire
Le groupe fut d'abord créé en 1956 à Chattanooga, Tennessee en tant que Roosters par Sam Gooden, Richard Brooks et Arthur Brooks, puis ont déménagé à Chicago et changeront le nom en The Impressions intégrant à leur groupe Jerry Butler et Curtis Mayfield. Ils signent un hit en 1958 : « For Your Precious Love », sur le label Vee Jay (#11 du US pop charts et #3 du R&B charts). En 1962, Butler et les frères Brooks quittent le groupe qui signe alors sur ABC Records avec l'arrivée de Fred Cash. En 1965 sort leur plus grand tube : People Get Ready (#14 au Billboard, élue dans le Top 10 Best Songs Of All Time et le Rock and Roll Hall of Fame's 500 Songs that Shaped Rock and Roll). En 1970, Mayfield quitte le trio pour une carrière solo. Leroy Hutson, Ralph Johnson, Reggie Torian, Sammy Fender et Nate Evans ont été parmi les remplaçants qui ont rejoint Sam Gooden et Fred Cash. Ils ont été intronisés à la fois en tant que groupe musical au Rock'n'roll Hall of Fame en 1991 et en tant que groupe vocal au « Vocal Group Hall of Fame » en 2003. En 2001, ils assurent des chœurs sur l'album Reptile d'Eric Clapton.
The Impressions sont plus connus pour leur série de hits des années 1960, dont beaucoup ont été fortement influencées par la musique gospel et ont servi de source d'inspiration pour les hymnes du Civil Rights Movement.

## Membres
- Jerry Butler (1958–1960)
- Curtis Mayfield (1958–1970)
- Sam Gooden (1958–présent)
- Arthur Brooks (1958–1962)
- Richard Brooks (1958–1962)
- Fred Cash (1960–présent)
- Leroy Hutson (1970–1973)
- Ralph Johnson (1973–1976;1983–2000)
- Vandy Hampton (1983–2003)
- Nate Evans (1976–1979)
- Reggie Torian (1973–83;200?–présent)
- Gary Underwood (1992–2001)
- Fred Dave

## Discographie
- 1963 : The Impressions
- 1964 : The Never Ending Impressions
- 1964 : Keep on Pushing
- 1965 : People Get Ready
- 1965 : One by One
- 1966 : Ridin' High
- 1967 : The Fabulous Impressions
- 1968 : We're a Winner
- 1968 : This Is My Country
- 1969 : The Versatile Impressions
- 1969 : The Young Mods' Forgotten Story
- 1970 : Check Out Your Mind!
- 1972 : Times Have Changed
- 1973 : Preacher Man
- 1974 : Finally Got Myself Together
- 1975 : First Impressions
- 1975 : Three the Hard Way
- 1976 : Loving Power
- 1979 : Come to My Party
- 1981 : Fan the Fire